# Enniscrone
Enniscrone, també Inniscrone i oficialment Inishcrone (en gaèlic irlandès Inis Crabhann) és una platja d'Irlanda, al comtat de Sligo, a la província de Connacht. És un indret turístic que atrau un gran nombre de visitants. L'àrea d'Enniscrone inclou les localitats de Muckduff, Lacken, Lacknaslevia, Frankford, Carrowhubbock Sud i Carrowhubbock Nord.